# منفذ حرض
منفذ حَرَض هو أحد المنافذ الحدودية اليمنية مع السعودية ويقع في محافظة حجة شمال غرب الجمهورية. بلغت إيرادات 4 مليارات و452 مليوناً و733 ألفاً و862 ريالاً يمنياً خلال النصف الأول من العام 2006.